# Constantin Andronikof
Pour les autres membres de la famille, voir Famille Andronikov.
Le prince Konstantin Yassévitch Andronikov (en alphabet cyrillique : Князь Константин Иасеевич Андроников, né le 16 juillet 1916 à Saint-Pétersbourg et mort le 12 septembre 1997 dans le 15e arrondissement de Paris) est un aristocrate russe réfugié en France en 1920 et naturalisé français en 1947. 
Diplômé en philologie et en théologie, le prince fut un diplomate, un écrivain religieux et un interprète de très haut rang, puisqu'il servit à ce titre les présidents de la République Charles de Gaulle, Georges Pompidou et Valéry Giscard d'Estaing. Il fut aussi un grand traducteur dans différents styles littéraires, en particulier en théologie pour les œuvres complètes du Père Boulgakov. On lui doit notamment l’École Supérieure d’interprétariat et de Traduction (ESIT) qu’il a fondée. 

## Biographie

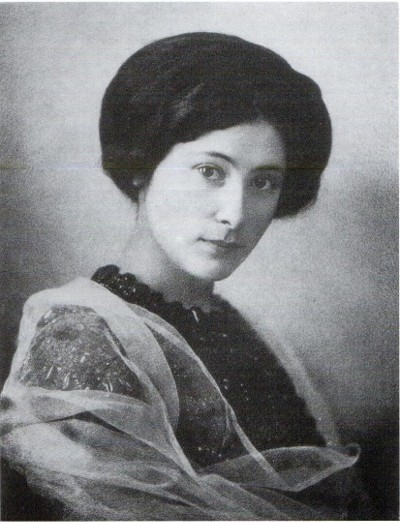
La princesse Salomeïa Nikolaïevna Andronikova, tante du prince Konstantin Ieseevitch Andronikov, 1910.

### Origines familiales
Le prince Konstantin Andronikov, né le 16 juillet 1916 à Saint-Pétersbourg, fils du prince Ieseï Nikolaïevitch Andronikov (1893-1937), était issu d'une longue lignée de princes de la province géorgienne de Kakhétie, les Andronikachvili, eux-mêmes descendants d'Andronic Ier Comnène.
Sa tante, la princesse Salomeïa Nikolaïevna Andronikova fut au début du XXe siècle une personnalité mondaine de la capitale impériale, Saint-Pétersbourg. À la fin de la période de l'« Âge d'argent », elle fut l'égérie de nombreux poètes modernistes et artistes russes.

### Jeunesse et formation (1920-1946)
En 1920, au cours de la guerre civile qui se déroulait en Russie à la suite de la révolution d'Octobre 1917, le très jeune Konstantin fut emmené hors du pays natal par sa mère. Ils s'installèrent en France avec le statut de réfugiés russes, comme beaucoup de leurs compatriotes. Le père de Konstantin, officier de l'armée impériale, resté en Russie, fut plusieurs fois arrêté par les bolcheviks et finalement exécuté au cours de la Grande Purge de 1937 dans la forêt de Sandarmokh en Carélie. 
Konstantin fit ses études secondaires dans différents établissements : au Seaford College (Sussex de l'Ouest) en Grande-Bretagne, à l’École Gerson et au lycée Janson-de-Sailly à Paris, puis des études supérieures à la Sorbonne. En 1938, il sortit diplômé de la faculté de philologie de l'Université de Paris. Ses connaissances linguistiques l’amenèrent par la suite à faire des traductions littéraires d’auteurs russes, essentiellement religieux. 
Le 18 avril 1943, il devint sous-diacre de l'Église orthodoxe. Il fut admis comme membre de l'association Fraternité de Saint-Alexandre Nevski (cette association créée en février 1919 se composait de croyants orthodoxes, elle avait au départ pour mission de protéger des Bolcheviks les reliques de saint Alexandre Nevski abritées dans le monastère Saint-Alexandre-Nevski). En 1945, il obtint un diplôme de l'Institut de théologie orthodoxe Saint-Serge de Paris. 
En 1946, Constantin Andronikof épouse Natalie de Couriss, russe comme lui. Ils auront trois enfants, Emmanuel, Anne et Marc.

### Carrière d'interprète
La carrière de Constantin Andronikov en tant qu’interprète (russe et anglais) au service du gouvernement français commence au lendemain de la Seconde Guerre mondiale, notamment lors des conférences de la paix à Paris de 1946, au Palais rose. Il occupe alors un poste d’interprète contractuel au Ministère des Affaires étrangères. À cette date, en effet, il a encore le statut de réfugié. Le ministre des Affaires étrangères de l’époque, Georges Bidault, lui permet d'obtenir la nationalité française en 1947, à la veille de la conférence de Moscou, de sorte qu'il peut devenir fonctionnaire titulaire du poste d’interprète officiel du ministère. À ce titre, il interprète le russe et l’anglais pour les officiels français lors de toutes les rencontres diplomatiques et conférences internationales de 1945 à 1958.
De 1948 à 1952, il est détaché à l’Organisation européenne de coopération économique (OECE), ancêtre de l’OCDE, où, en tant que chef du service de l’interprétation, il met le pied à l’étrier à de nombreux collègues plus jeunes, à qui il a appris le métier. Ils se souviennent que son apparente froideur, parfois très intimidante, cachait un homme très chaleureux, capable d’éclater d’un rire tonitruant. 
En novembre 1953, avec deux collègues, André Kaminker, chef interprète du Conseil de l’Europe et Hans Jacob, chef interprète de l’UNESCO, Constantin Andronikov fonde l’Association Internationale des Interprètes de conférence. Il en est le président de 1956 à 1963, puis le Président d’honneur. Les dispositions régissant la profession d’interprète de conférence, arrêtées pendant sa présidence, constituent encore soixante ans plus tard le fondement de l’AIIC.
Avec la nouvelle constitution française de 1958, Constantin Andronikov obtient le titre d’interprète officiel du Président de la République et du Gouvernement. Il sera présent à toutes les conférences politiques entre la France et des pays anglophones et russophones jusqu’en 1976, date à laquelle il quitte volontairement son poste. Il choisit alors de poursuivre sa carrière individuellement pour différentes organisations internationales, l’ONU, l’UNESCO, l’ONUDI et l’OCDE, parmi d’autres. Il cesse définitivement cette activité en 1991. 
Dès le début des années cinquante, Andronikov enseigne l’interprétation de conférence, d’abord à HEC, puis à l’École supérieure d’interprètes et de traducteurs [ESIT] (de 1961 à 1975).

### Activités religieuses
En 1965, le prince créa Orthodoxie, une émission diffusée sur les antennes de l'ORTF de 1965 à 1993 ; il siégea en qualité de membre du conseil d'administration de cet établissement de radio-diffusion.
De 1966 à 1994, Konstantin Andronikov siégea en qualité de membre du Conseil diocésain de l'archidiocèse européen occidental russe du Patriarcat de Constantinople. 
En 1971, il fit son retour à l'Institut de théologie orthodoxe Saint-Serge en qualité de professeur-agrégé de liturgie orthodoxe, cessant d'enseigner dans cet établissement en 1980. 
Le 26 mai 1980, il obtint un doctorat en théologie. De 1980 à 1991, il occupa le poste de professeur au département de Liturgie de l'Institut de théologie orthodoxe Saint-Serge. De 1984 à 1985, il occupa le poste de professeur de liturgie orthodoxe de l'Institut théologique de Saint-Vladimir à New York. De retour à Paris, il occupa les postes de doyen et de professeur du département de méthodologie de l'Institut Saint-Serge. En 1993, il en devint doyen honoraire. 
En 1984, il fut admis à siéger à l'Académie internationale des sciences religieuses.

### Décès et inhumation
Le prince Konstantin Ieseevitch Andronikov décéda le 12 septembre 1997 à Paris. 
Il fut inhumé dans le carré russe du cimetière de Sainte-Geneviève-des-Bois.

## Distinctions
- Ordre national de la Légion d'honneur.

## Traductions religieuses du prince Konstantin Andronikov
Le prince Andronikov acquit la notoriété en tant que traducteur français le plus prolifique de la pensée religieuse russe, il publia des ouvrages de théologie du père Sergueï Nikolaïevitch Boulgakov, du père Pavel Alexandrovitch Florenski, du père Vassili Vassilievitch Zenskovski (1881-1962) et du philosophe russe Nikolaï Alexandrovitch Berdaïev.

## Œuvres littéraires
- Des mystères sacramentels, Éditions du Cerf, 1998, 380 p.[12]
- Gnoséologie et méthodologie : Que sais-je, pourquoi et comment ?  (préf. Marc Andronikof), Lausanne, L'âge d'Homme, 2008, 156 p. (ISBN 978-2-8251-3737-6).
- Le Sens de la liturgie. La relation entre Dieu et l'homme (décembre 1988).
- Le Sens des fêtes. Le cycle fixe. (Tome I - 1970).
- Parole orthodoxe. Conversion - Au cœur de la foi - Communion ecclésiale - Prière et liturgie - Pâques, écrit en collaboration (octobre 2000).
- Les Religions et la guerre. Judaïsme, christianisme, islam. écrit en collaboration. Juin 1991.